# Holcopasites heliopsis
Holcopasites heliopsis är en biart som först beskrevs av Robertson 1897.  Holcopasites heliopsis ingår i släktet Holcopasites och familjen långtungebin. Inga underarter finns listade i Catalogue of Life.